# レイブレーサー
『レイブレーサー』(Rave Racer)はナムコ（後のバンダイナムコエンターテインメント）が1995年7月に稼動開始したアーケードレーシングゲームである。

## 概要
リッジレーサーシリーズのアーケード版第3作。「RAVE」は直訳すると「荒れ狂って激しい様子」で、前作に増して過激になっており、新たなエキスパートコースや負荷式のステアリングなどが加わっている。プラットフォームは過去作と同様にSYSTEM22を使用。
家庭版第3作が『レイジレーサー』として分離し、アーケード版の次回作は5年後（2000年）の『リッジレーサーV アーケードバトル』を待たねばならなかった。同作へのコンバージョンキットも存在しないことから現存数は比較的多かったが、発売から年月を経た現在では長期稼働による基板・筐体の老朽化は避けられず、徐々に撤去されるケースが増えている。
前作からの変更点
- コースが2つ追加され、TTがコースごとに選択可能になった[2]。
- スリップストリームで稼いだ加速力の余力を示すゲージがついた。
- 前作よりもさらにテールスライドが容易になった。
- 視点変更機能が導入された。
- アザーカーの数が標準周回数（3周）で12台から11台に減った。
- ライバルカーが変更された。
- レース中ボイスの声優が変更され、新たに女性のボイスが加わった。
- ポリゴンのイメージガールがアトラクトに登場するようになった。名前は設定されていない[3]。本作の主人公でもあり、ポスターなどではCar No.3のドライバーとして描かれている。
- 今作から全タイプの筐体にステアリングホイールに反力機構（リアクティブステアリング）が備わった。前作から使用していた筐体の改装用として反力機構付きのステアリング周りコンバージョンキットも用意されたが、すべての筐体が反力機構付きに改装されたわけではなく、設置店によっては前作同様、反力なしステアリングホイールのまま基板と装飾のみ改装された筐体も存在する。なお、デモ中の「リアクティブステアリング搭載」の表示は反力機構の有無にかかわらずテストモードの設定で表示 / 無表示が決まり、表示があっても実際には反力機構が付いていない場合があるので注意が必要である。
- 『リッジレーサー2』に引き続き、通信プレイに対応。自分の席がどの車種かは、筐体の設定による。選択はできない。
- 自車のデザインは、筐体のテストモードでCar No.1 - 8の車種の中から任意に設定可能。本来は通信プレイ時に各席を区別するためだが、スタンドアロンの筐体でもこの設定は有効。これとは別に他の筐体と接続している場合は各筐体でCPU NUMBERを設定するが、CPU NUMBERとCar No.を一致させる必要はない。
- プレイヤーの車両として設定した場合は、車種と性能に差はない。
- 今作では、テクスチャにアルファチャンネルを組み込み、半透明化したものが目立つ。メーターの背景、TIME、POSITIONの文字の背景がこれにあたる。
- 前作より壁接触時の速度低下が少ない（前作は90km/hほどまで落ちていたが、今作では150km/hほどである）。

稼働から2か月ほどで全コースの最高速度を370 km/hにする裏技が発見され、ベストタイムが劇的に短縮された。具体的には、攻略雑誌での集計において、最上級のベストラップは2回目の集計時点で44秒前半だったが、その翌月には35秒台が達成され、最終的に最上級のベストラップは30秒台まで短縮されることになった。

## 車種
今作で登場しているマシンは、前作『リッジレーサー2』に登場したマシンをベースにデザインを新たに設定し直しており、カーナンバーも（#2と#6が入れ替わっているのを除き）前作と同じになっている。
自車として使用できるのは以下の8台。エンジンは8000rpmがリミットで、トルクの限界は11000rpmと、前作よりもエンジンの性能が良い。前作同様、11000rpmまで使うとロスとなる（実際は1速でも10500rpm付近までしか回らないため、11000rpmまで使って走るのは不可能）。
- #1 RT DEROTA
本作のライバルカーであり、一人用のレースモードでは常に1位でゴールすることが多い。デザインやカラーリングは前作の#1 RT RIDGE RACER BLUE（PS版の#12 RT BLUE SOLVALOU）がベースとなっており、後のPlayStation 2版『リッジレーサーV』に登場するリヴェルタ・ソラーレに引き継がれる。レース時のコース図上では青で表示される。
- #2 RT STEEL GUNNER
前作の#6 RT CYBER SLED YELLOW（PS版の#2 RT YELLOW SOLVALOU）が基になっているが、本作ではライバルカーではなく、一人用のレースモードではCar No.1に次ぐ2位でゴールすることが多い。レース時のコース図上では黄色で表示される。
- #3 RT THE TOWER OF DRUAGA
今作の主役マシン。前作の#3 F/A RACING RED（PS版の#3 F/A RACING）をベースにデザインされており、トヨタ・JZA80型スープラを彷彿させるようなデザインになっている。前作のF/A RACING REDと異なり、自車の車種にかかわらず敵車としても必ず登場する。レース時のコース図上では赤で表示される。
- #4 RT BARADUKE
前作の#4 RT HOEHOE GREEN（PS版#4 RT RYUKYUの別カラーリング）がベースであり、白のボディに黄色・黄緑のラインが入ったカラーリングになっている。マシンのデザインはCar No.3と同じだが、リアウィングが装着されていない点が異なる。レース時のコース図上では黄緑で表示される。
- #5 RT DRAGON SPIRIT
前作の#5 RT RACING BLUE（PS版未登場のF/A RACING系マシン）が基になっている。マシンのデザインはCar No.3と同じだが、ヘッドライトの形状が大きく異なる。レース時のコース図上では青で表示される。
- #6 RT CYBER SLED
前作の#2 RT GAPLUS YELLOW（PS版の#17 RT XEVIOUS GREENの色違い）が基になっているが、カラーがややオレンジ色に近く、さらに白いラインが入っている。レース時のコース図上ではオレンジ色で表示される。
- #7 RT METAL HAWK
前作の#7 RT RALLY-X RED（PS版の#7 RT XEVIOUS RED）が基になっているが、マシンの型式はCar No.2とほとんど同じになっている。レース時のコース図上では赤で表示される。
- #8 RT DRAGON BUSTER
前作の#8 RT PROJECT DRAGOON GREEN（PS版未登場のF/A RACING系マシン）が基になっている。マシンのデザインはCar No.3と同じだが、フロントライトが若干異なるほか、リアスポイラーレス仕様になっている。レース時のコース図上では緑で表示される。

また、上記以外に敵車として以下の車種が登場している。自車として使用することはできない。アザーカーの台数によっては同一車種が複数台登場したり、逆に登場しない場合もある。
- #29 RT CYBER CYCLES
前作の#29 RT PINK MAPPY（PS版の#15 RT PINK MAPPY）が基となっている。
- #49 RT DIG DUG
前作の#49 DIG DUG RT PRID'S（PS版の#16 GALAGA RT PRID'S）が基となっているが、カラーリングが黄色・オレンジ色の2色になっている。
- #54 RT LUCKY & WILD
前作の#54 RT BLUE MAPPY（PS版の#5 RT BLUE MAPPY）が基となっているが、カラーリングが3色（青・水色・白）に塗り分けられている。
- #62 RT POOKA
前作の#62 DIG DUG2 RT CARROT（PS版の#6 GALAGA RT CARROT）が基となっている。アザーカーが標準設定時の11台になっている場合はレースに登場しない。

## コース

### 全モードで選択可能
RIDGE RACER SHORT（初級）
「リッジレーサー」の初級・中級コース。初代、『2』と比べ、チェックポイント後のヘアピンで壁へのヒット率が高い。
CITY（中級）
今作で追加された新コース。横浜の町が舞台で、『リッジレーサーズ』にも収録された。コースのほとんどがストレートと高速コーナーで構成されており、ドリフトが必要なコーナーが初級コースよりも少ない。チェックポイント直前には3連続のジャンピングスポットがある。
MOUNTAIN（最上級）
今作で追加された新コースで、『リッジレーサーズ』にも収録された。アップダウンやトリッキーなコーナーがとても多く、攻略が難しいコース。最初のコーナーは上手く曲がらないとガードレールがないため、落下して迂回路を通る羽目になる。このトンネルは後に『リッジレーサーズ』のシルバークリークダムに使用される。

### 一人（SOLO）プレイ限定
RIDGE RACER LONG（上級）
「リッジレーサー」の上級・TTコース。前作までと同様に初級コースの終盤からテクニカルなセクションに分岐するが、以前のようないやらしいジャンプ+複合コーナーが無くなり、走りやすくなった。

### 対戦（LINK）プレイ限定
MOUNTAIN EXPERT（最上級エキスパート）
コースレイアウトは最上級と同様だが、このエキスパートだけの限定要素として、後方の車の性能が上がるスローカーブーストが無効になっている。

## BGM
『リッジレーサー2』同様、Disc.2の曲はブレーキを踏みながらシフトノブの上下で選曲できる。
- Disc.1-1: WRONG LOVE / MEGATEN
- Disc.1-2: BLUE TOPAZ / J99
- Disc.1-3: EXH*NOTES / SANODG
- Disc.1-4: ROTTEN 7 / MEGATEN
- Disc.1-5: KAMIKAZE / AYA
- Disc.1-6: JAZZ MISSION / SANODG

- Disc.2-1: RARE HERO 3 (PACIFIC MIX) / SANODG
- Disc.2-2: YOROREI HEY / MEGATEN
- Disc.2-3: EUPHORIA / AYA
- Disc.2-4: TEKNOPERA / SANODG
- Disc.2-5: HEART OF HEARTS / AYA
- Disc.2-6: HEAT FLOOR / MEGATEN

## ゲームの流れ
1. 必要クレジット数ぶんのコインを投入後、LINK（対戦）、SOLO（一人用）を選ぶ。TWIN筐体以外の一台につき一席しかない筐体（SDかDX筐体など）一台だけの稼働の場合は省略される（物理的に一人用しかできないため）。LINKを選ぶと一定時間、他プレイヤーのエントリー待ちになる。接続された全台の全席が埋まる、もしくはエントリー待ちの制限時間がタイムリミットを迎えると次へ進む。なお、その通信対戦にエントリーされたプレイヤーが他に誰もいなかった場合は強制的に一人プレイになる。
2. AT/MTを選ぶ。同時にBGMを選択可能。ブレーキのオフ/オンで（仮想の）Discの1枚目と2枚目を選択し、シフトレバーでTrack No.を選択する[2]。SDとTWIN筐体はシフト操作を一切行わなかった場合、DX筐体はシフトがニュートラルの状態だとBGMがランダムに選択される。
3. コースを選ぶ。ハンドルで選択、アクセルを踏んで決定。一人プレイの場合、ビューチェンジボタンを押しながら選択するとT.T.（タイムトライアル）になる。通信対戦の場合、参加者全員の多数決でコースが決まり、一番票数が多いコースが同数票で複数ある場合はその中からランダムで決まる。
4. 規定周回数分レースをして1位を目指す。チェックポイント通過でタイムが増える。規定周回数を走り切ってゴールするか、レース中にタイムリミットを迎えてしまうと順位に関係なくその時点で終了、ゲームオーバーになる（次項のエンディング条件を満たしていた場合はエンディング後にゲームオーバーとなる）。
5. 一人プレイ時は1位でゴールすると『ニューラリーX』ベースの「RALLY-JNGL-X」（SANODG作曲）のBGMと共に車で大量のコーンを倒すミニゲームが遊べる（フラッグ〈+1本〉、ラッキーフラッグ〈+10本〉、スペシャルフラッグ〈+40本〉）。画面がフェードアウトする前にコーンをすべて倒すと選択したコースに関係なくエンディングが流れる。最上級を1位で完走した場合はコーン倒しはなく、WATER FRONT（J99作曲）のBGMと共にエンディングが流れる。

- レースモード時：最上級スタート地点の建物の上からエレベーターで自車が下りてきてレイブレーサーウォールから出てくる映像。エレベーターに乗るとステア操作ができる。なお、これをどのように操作しても変化などは起こらない。
- TT時：最上級コースのトンネル前の湖を水鳥が飛ぶ様子の映像。その後コースレコードを更新した場合のみネームエントリーに進む。

## その他
- 対戦待ちのエントリー画面では、レースクイーンがハイレグレオタード姿で登場している。レースクイーンのレオタードのデザインは各エントリーカーのカラーリングを模したものになっており（全8種類）、髪型や肌の色もそれぞれで微妙に異なる。
- CITYコースでは、スタート地点で逆走することで、スタート地点の後ろにある右カーブが続く隠し道路を進むことができる。さらに進むとトンネルがあり、トンネルの中をしばらく進むと突然180度フリップして、そこからの順走（逆戻り）になる。
- 日本国外版では、CITYコースの最初のチェックポイント直後にあるトンネル入り口の大型ビジョンの表示が、腰を振って踊る女性のネオンから大きな左カーブのサインに変更になっている。これは後の『リッジレーサーズ』で収録された際国内版でも同様となっている。ちなみに踊っている女性のシルエットは2Dのアニメパターンではなくブラックアウトさせたフルポリゴンで描画している。
- 1996年にNEC-HEがPowerVR PCX2を搭載した「NEC PC 3D Engine 2」というグラフィックボードを発売する際に、おまけでレイブレーサーのソフトを付属する計画があり、開発中の画面が雑誌に掲載されたこともあったが、最終的には実現しなかった。米国ではPentium 133MHzのCPUで640×480ドット、秒間30フレームで動作するCITYコースのフリー走行がデモンストレーション映像として公開された[4]。「NEC PC 3D Engine 2」は「電脳戦機バーチャロン for PowerVR」がバンドルされて発売された[5]。同時期にPlayStationに本作を移植する計画も存在したが、これも実現しなかった。